# جيمس براون أرينا
جيمس براون أرينا (بالإنجليزية: James Brown Arena)‏ هو مجمع متعدد الأغراض يقع في أوغوستا، جورجيا، تدار من قبل تجارب الأطياف.